# 島根県指定文化財一覧
島根県指定文化財一覧（しまねけんしていぶんかざいいちらん）は、島根県指定の文化財や史跡等を一覧形式でまとめたものである。

## 有形文化財

### 建造物
- 医光寺総門〔益田市]
- 古門堂茶室及び厳松軒茶室 附・露地〔安来市〕
- 福王寺石造十三重塔〔益田市〕
- 鉄塔 附・経堂1〔大田市〕
- 須佐神社本殿８〔出雲市〕
- 清水寺三重塔 附・工作図面1面〔安来市〕
- 北島国造家四脚門〔出雲市〕
- 興雲閣〔松江市〕
- 明々庵本席・水屋・鎖の間 附・掛額1面・待合掛版1面・板木1面・雲版1面・撞木2本・水屋瓶2口・釜1口・書1幅〔松江市〕
- 物部神社本殿〔大田市〕
- 旧周吉外三郡役所庁舎〔隠岐の島町〕
- 真名井神社本殿〔松江市〕
- 富田八幡宮社殿〔安来市〕
- 城上神社拝殿〔大田市〕
- 旧津和野藩家老多胡家表門 番所 土塀〔津和野町〕
- 高真院（松平直政）廟門〔松江市〕
- 大円庵（松平治郷）廟門〔松江市〕
- 柿本神社本殿〔益田市〕
- 藤間家住宅主屋（1棟） 勅使門（1棟） 附・絵図面11枚・棟札1枚・短冊1枚・本営立札箱付1枚〔出雲市〕
- 木谷石塔 附・埋納甕及び甕内遺物一括・石塔収納孔中遺物一括・石造供物台1基〔川本町〕
- 永明寺 附・棟札2枚〔津和野町〕
- 三渡八幡宮本殿 附・棟梁之記（松材）1枚〔津和野町〕
- 並河家住宅 主屋 土蔵 宅地正面東土塀20.7m、井戸3か所、灯籠8基を含む 附・家相図1枚・算用帳1冊・主屋棟札1枚・主屋祈祷札1枚・土蔵祈祷札1枚・土蔵棟札1枚〔安来市〕
- 旧大社駅 鉄道施設 旧鉄道敷地 附・備品調度品一式〔出雲市〕
- 櫻井家住宅 主屋後座敷間廊下 茶亭 前座敷（廊下を含む。） 一丈庵 土蔵 物置 作業場 便所 塀 鎮守神社 敷地 附・家相図1枚〔奥出雲町〕
- 恵比須神社 本殿 拝殿 附・棟札3枚・古材2個〔大田市〕
- 内神社（高野宮）本殿 附・棟札13枚〔松江市〕
- 出雲大社境外社 神魂伊能知奴志神社本殿 大穴持御子玉江神社本殿 大穴持御子神社本殿 上宮本殿 上宮拝殿 出雲井神社本殿〔出雲市〕
- 金森家住宅 主屋 附棟札1枚 指図1枚 西土蔵 附棟札1枚 東土蔵 附棟札1枚 土塀

### 絵画
- 絵馬〔大田市〕
- 紙本墨画大応国師図白隠筆〔松江市〕
- 紙本墨画大燈国師図白隠筆〔松江市〕
- 紙本墨画関山国師図白隠筆〔松江市〕
- 紙本墨画出山釈迦図白隠筆〔松江市〕
- 絹本著色両界曼荼羅図〔出雲市〕
- 絹本著色天台大師像〔出雲市〕
- 絹本著色釈迦三尊十六善神像〔出雲市〕
- 絹本著色不動明王像〔出雲市〕
- 絹本著色文殊菩薩像〔出雲市〕
- 絹本著色種子両界曼荼羅図〔出雲市〕
- 絹本著色仏涅槃図〔大田市〕
- 西周肖像 高橋由一筆 油絵麻布〔津和野町〕
- 老女 石橋和訓筆 油絵麻布〔松江市〕
- 絹本著色十六羅漢像図〔津和野町〕
- 書院襖絵 絵本墨画樓閣山水図8面 絵本墨画山水図12面 絵本墨画淡彩仕女図4面 絵本墨画淡彩芦雁図8面〔益田市〕
- 紙本金地著色舞楽図〔出雲市〕
- 絹本著色不道明王二童子像〔雲南市〕
- 絹本著色阿弥陀三尊像〔出雲市〕
- 紙本墨画著色書院障壁画〔出雲市〕
- 紙本著色勅使代参向図〔松江市〕
- 紙本墨画淡彩大麻山縁起〔浜田市〕
- 絹本著色十二天像〔雲南市〕
- 絹本著色真言八祖像〔雲南市〕
- 絹本著色騎獅子文殊像 附・養法院寄進状1通〔松江市〕
- 絹本著色不動明王像〔大田市〕
- 絹本著色尼子経久像〔松江市〕
- 絹本著色釈迦十六善神像〔益田市〕
- 絹本著色両界曼荼羅図〔松江市〕
- 絹本著色不動明王像〔大田市〕
- 美人読詩（額装） 石橋和訓筆 カンバス・油彩〔松江市〕
- 版画東海道五十三次 安藤広重筆錦絵横大判〔松江市〕
- 版画凱風快晴図 葛飾北斎筆錦絵横大判〔松江市〕
- 版画神奈川沖浪裏図 葛飾北斎筆錦絵横大判〔松江市〕
- 版画山下白雨図 葛飾北斎筆錦絵横大判〔松江市〕
- 絹本著色多胡辰敬像〔大田市〕

### 彫刻
- 木造馬頭観世音菩薩坐像〔松江市〕
- 木造阿弥陀如来坐像〔雲南市〕
- 木造大日如来坐像 木造如来坐像〔雲南市〕
- 木造神像群〔松江市〕
- 木造雨宝童子立像〔浜田市〕
- 金銅聖観音菩薩立像〔出雲市〕
- 金銅聖観音菩薩坐像〔出雲市〕
- 木造聖観音菩薩立像〔出雲市〕
- 木造十一面観音立像〔安来市〕
- 木造阿弥陀如来坐像〔出雲市〕
- 木造薬師如来坐像〔雲南市〕
- 石造五百羅漢坐像群 附・石窟3所・石造釈迦三尊像3躯・石造宝篋印塔1基・石橋3基〔大田市〕
- 金銅造如来形立像〔出雲市〕
- 木造天部像群〔浜田市〕
- 石造線刻大日如来坐像〔安来市〕
- 木造薬師如来坐像〔浜田市〕
- 木造地蔵菩薩立像〔知夫村〕
- 木造十一面観音立像〔松江市〕
- 月 米原雲海作 台付〔安来市〕
- 木造女神坐像〔出雲市〕
- 舞楽面陵王〔松江市〕
- 舞楽面納曽利〔松江市〕
- 能面白式尉〔出雲市〕
- 能面朝倉尉〔出雲市〕
- 木造四天王立像〔安来市〕
- 木造随身立像〔奥出雲町〕
- 木造観音菩薩立像 木造勢至菩薩立像〔雲南市〕
- 木造神馬〔松江市〕
- 能面孫次郎 能面中将〔安来市〕
- 木造阿弥陀如来立像〔江津市〕
- 金銅観音菩薩坐像〔江津市〕
- 木造観音菩薩立像〔益田市〕
- 木造薬師如来坐像〔出雲市〕
- 木造十一面観音立像〔雲南市〕
- 木造薬師如来坐像 蓮法作〔益田市〕
- 木造大日如来坐像（胎蔵界）〔雲南市〕
- 木造阿弥陀如来立像〔大田市〕
- 木造阿弥陀如来立像〔益田市〕
- 木造阿弥陀如来立像〔益田市〕
- 古面附古面4面〔安来市〕
- 木造神像〔出雲市〕
- 木造僧形坐像(伝智春上人)〔出雲市〕
- 木造十一面観音立像〔出雲市〕

### 工芸品
- 太刀銘雲生〔大田市〕
- 鏡像「地蔵菩薩」〔安来市〕
- なぎなた〔松江市〕
- 備前焼花瓶〔大田市〕
- 戒体箱 居箱大永四年亀井秀綱寄進 如意一提 香炉箱大永四年亀井秀綱寄進 柄香炉一柄 鈸子大永四年亀井秀綱寄進〔松江市〕
- 鰐口〔吉賀町〕
- 銅鐘〔松江市〕
- 鉄砲（清堯作） 附・銃箱及び関係文書〔出雲市〕
- 太刀銘来国光〔海士町〕
- 鉄砲清堯作 附・銃箱〔出雲市〕
- 鏡像 方鏡著彩阿弥陀如来来迎図 円鏡線刻十一面観音坐像〔松江市〕
- 銅鐘〔西ノ島町〕
- 大野太刀〔松江市〕
- 刀銘清則〔大田市〕
- 銅鐘〔大田市〕
- 銅鐘〔大田市〕
- 天目形金銀盌 附・天目台1脚〔出雲市〕
- 刀 表銘元治元子年八月吉日雲州住長信作 裏銘君萬歳〔松江市〕
- 縹糸威肩白四十八間筋兜 附・鳩尾板１枚〔出雲市〕
- 熏韋威喉輪〔出雲市〕
- 白糸威肩紅喉輪〔出雲市〕
- 雲版〔大田市〕
- 鰐口〔大田市〕
- 鰐口〔安来市〕
- 鉄腹巻 兜頬当筒袖肩当籠手膝鎧付〔隠岐の島町〕
- 大野太刀〔松江市〕
- 刀 表銘守貞作 裏銘主三沢二良左衛門為景天正二年二月十二日〔松江市〕
- 銅鐘〔安来市〕
- 銅鐘〔松江市〕
- 黒漆御供台〔松江市〕
- 刀銘石州長濱住林喜作〔江津市〕
- 杵築大社舞楽用具〔出雲市〕
- 鰐口〔松江市〕
- 色々威腹巻 附・袖鎧１双〔松江市〕
- 太刀銘高包〔大田市〕
- 鰐口〔雲南市〕
- 二重亀甲剣花菱紋蒔絵文台硯箱 内容品 甲州硯2面 金紋入黒塗軸笠付筆3本 金紋入黒塗軸墨さし2本 金紋入黒塗軸刀子1本 紋入黒塗軸錐1本 亀甲紋形金銅水滴座金1箇 附外箱1合〔出雲市〕
- 金銅十一面観音像懸仏〔安来市〕
- 鰐口〔安来市〕
- 梨子地輪宝蒔絵合口拵 附・両鎬造剣〔出雲市〕
- 小太刀額銘長光 附・銀荘葵紋散毛抜太刀拵〔松江市〕
- 鰐口〔安来市〕
- 越前康継作大小刀 梨地大小太刀拵 附・「出雲國日御碕太神宮正殿御遷宮次第事」1巻〔出雲市〕
- 太刀銘直綱 附・糸巻太刀拵〔津和野町〕
- 黒韋威鎧残欠〔出雲市〕
- 鏡像〔出雲市〕
- 掛仏〔出雲市〕
- 密教法具〔出雲市〕
- 二十五条袈裟及び九条袈裟 孤峰覚明寄進 九条袈裟霊州明然墨書 附・坐具2条 袈裟包1枚 頭陀袋1口 血脈袋1口 筯1膳 刷1本 匙1本 香合2合 数珠1連 袈裟箱1合 文書10通〔出雲市〕
- 九条袈裟竹堂利賢寄進 附・応量器5口 袈裟箱1合 袈裟包1枚 文書1通〔出雲市〕

### 書跡
- 紙本墨書経巻〔大田市〕
- 紙本墨書大般若経〔浜田市〕
- 紙本墨書辺微意知語〔奥出雲町〕
- 紙本墨書大智度論〔松江市〕
- 紙本墨書大智度論〔松江市〕
- 紺紙金泥妙法蓮華経〔出雲市〕
- 紙本墨書耕雲明魏日御碕社造営勧進記〔出雲市〕
- 紙本墨書高田明神百首和歌〔隠岐の島町〕
- 紙本墨書手鑑〔松江市〕
- 紙本墨書新古今和歌集零本〔松江市〕
- 紺地金字妙法蓮華経安楽行品〔津和野町〕
- 紙本墨書日御碕神社勧化簿〔出雲市〕
- 紙本墨書藤原定家筆「明月記」断簡〔奥出雲町〕
- 紙本墨書新勅撰和歌集〔津和野町〕

### 典籍
- 出雲風土記（日御碕本）〔出雲市〕
- 出雲風土記〔出雲市〕

### 古文書
- 紙本墨書神門寺文書〔出雲市〕
- 天球儀 地球儀〔津和野町〕
- 棟札〔奥出雲町〕
- 揖夜神社文書〔松江市〕
- 紙本墨書秋上家文書〔松江市〕
- 紙本墨書八重垣文書〔松江市〕
- 紙本墨書聖徒明麟置文〔出雲市〕
- 紙本著色杵築大社近郷絵図〔出雲市〕
- 紙本著色杵築大社境内絵図〔出雲市〕
- 紙本墨書迎接寺文書〔松江市〕
- 紙本墨画石見銀山絵巻〔大田市〕
- 紙本墨書熊野神社文書〔松江市〕
- 紙本著色日本国地理測量之図紙本著色東三拾三国沿岸測量之図〔津和野町〕
- 紙本墨書出雲大社文書〔出雲市〕
- 紙本墨書原屋家文書〔益田市〕
- 紙本墨書笠置家文書〔西ノ島町〕
- 紙本墨書石見銀山御料郷宿田儀屋文書〔大田市〕
- 石見国絵図 紙本著色津和野城下絵図5点 紙本著色津和野藩領絵図1点 紙本著色石見国絵図2点 附・紙本著色石見国長門国州境絵図3点〔津和野町〕
- 吉岡家文書〔松江市〕
- 富家文書〔松江市〕
- 紙本著色石見国絵図〔浜田市〕
- 安富家文書〔益田市〕
- 周布家文書〔益田市〕

### 考古資料
- めんぐろ古墳出土品〔浜田市〕
- 銅鐸〔松江市〕
- 銅剣〔奥出雲町〕
- 銅製経筒〔安来市〕
- 細形銅剣〔松江市〕
- 銅製経筒 附・経筒蓋36枚 ・経筒被底46枚 ・銅製納札7枚 ・経文2巻・経石45箇・泥塔１基・銭貨667枚〔大田市〕
- 銅印印文「春」〔松江市〕
- 陶製経筒〔益田市〕
- 波来浜遺跡出土遺物〔江津市〕
- 銅剣〔海士町〕
- 猪目洞窟遺跡出土遺物〔出雲市〕
- 宮田遺跡出土縄文時代遺物 甕形土器 石斧 石鏃 石錐 石皿 磨石 石錘 その他〔雲南市〕
- 常楽寺古墳出土品〔奥出雲町〕
- 上野１号墳出土品〔松江市〕
- 古浦砂丘遺跡出土品〔松江市〕
- 田和山遺跡出土遺物〔松江市〕
- 鳥井南遺跡祭祀遺物〔大田市〕
- 大座西古墳群出土品〔隠岐の島町〕

## 無形文化財

### 工芸技術
- 広瀬絣〔安来市〕
- 日本刀〔奥出雲町〕
- 雁皮紙〔松江市〕
- 筒描藍染〔出雲市〕

## 民俗文化財

### 有形
- 東比田地方の生産用具コレクション〔安来市〕
- 旧佐々木家生活用具〔隠岐の島町〕
- サバニー 附・櫂17本・アンバ20本〔松江市〕
- ともど〔松江市〕
- 獅子頭〔奥出雲町〕
- 獅子頭 附・面4面〔邑南町〕
- 柳の神楽面 附・衣装34着〔津和野町〕
- 菅谷鈩製鉄用具〔雲南市〕
- 糸操人形の頭および胴 附・馬3頭・舞台襖72枚・遠見2枚・立看板12枚〔益田市〕
- 波佐の山村生活用具〔浜田市〕
- 隠岐島後の衣食住および生産用具〔隠岐の島町〕
- 原田神楽の面〔隠岐の島町〕
- 都万目の民家〔隠岐の島町〕
- 獅子頭〔益田市〕
- 大社町の吉兆（幡） 附・吉兆原図1枚〔出雲市〕
- 出雲平野の衣食住および生産用具〔出雲市〕

### 無形
- 埼田神社青獅子舞〔出雲市〕
- 大原神職神楽〔雲南市〕
- 奥飯石神職神楽〔飯南町〕
- 海潮山王寺神楽〔雲南市〕
- 見々久神楽〔出雲市〕
- 隠岐島前神楽〔海士町〕
- 須佐神社の念仏踊〔出雲市〕
- 津和野踊〔津和野町〕
- 槻の屋神楽〔雲南市〕
- 井野神楽〔浜田市〕
- 島後原田神楽〔隠岐の島町〕
- 島後久見神楽〔隠岐の島町〕
- 益田糸操り人形〔益田市〕
- 有福神楽〔浜田市〕
- 黒沢囃子田〔浜田市〕
- 玉若酢命神社御霊会風流〔隠岐の島町〕
- 鹿子原の虫送り踊〔邑南町〕
- 柳神楽〔津和野町〕
- 隠岐武良祭風流〔隠岐の島町〕
- 水若酢神社祭礼風流〔隠岐の島町〕
- 多久神社のささら舞〔出雲市〕
- 三葛神楽〔益田市〕
- 宇賀神社の獅子舞〔出雲市〕
- 大社町の吉兆神事〔出雲市〕
- 抜月神楽〔吉賀町〕
- シッカク踊〔大田市〕
- 三谷神社投獅子舞〔出雲市〕
- 神原神社の獅子舞〔雲南市〕
- 下須の萬歳楽〔吉賀町〕
- 大田両八幡宮の祭礼風流〔大田市〕
- 由来八幡宮の頭屋祭行事〔飯南町〕
- 隠岐の牛突き習俗〔隠岐の島町〕
- 布施の山祭り〔隠岐の島町〕
- 唐川神楽〔出雲市〕

## 記念物

### 史跡
- 石見国分尼寺〔浜田市〕
- 黒木御所〔西ノ島町〕
- 鵜ノ鼻古墳群〔益田市〕
- 放れ山古墳〔出雲市〕
- 雲州久邑長沢焼窯跡〔出雲市〕
- 古天神古墳〔松江市〕
- 玉造築山古墳〔松江市〕
- 浜田城跡
- 薄井原古墳〔松江市〕
- 松本第1号古墳〔雲南市〕
- 妙蓮寺山古墳〔出雲市〕
- 三沢城跡〔奥出雲町〕
- 鷲原八幡宮流鏑馬馬場〔津和野町〕
- 小坂古墳〔出雲市〕
- 石見国分寺瓦窯跡〔浜田市〕
- 神庭岩船山古墳〔出雲市〕
- 津和野藩校養老館（2棟）〔津和野町〕
- 毘売塚古墳〔安来市〕
- 平神社古墳〔隠岐の島町〕
- 大草岩船古墳〔松江市〕
- 東百塚古墳群（52基）〔松江市〕
- 西百塚古墳群（32基）〔松江市〕
- 岩屋後古墳〔松江市〕
- 御崎山古墳〔松江市〕
- 荒神谷・後谷古墳群〔松江市〕
- 割田古墳〔邑南町〕
- 順庵原1号墳墓〔邑南町〕
- 隠岐国分尼寺跡〔隠岐の島町〕
- 七尾城跡附妙義寺境内〔益田市〕
- 玉若酢命神社古墳群〔隠岐の島町〕
- 出雲国分寺瓦窯跡〔松江市〕
- 椎山第1号墳〔松江市〕
- 石見銀山 御料郷宿田儀屋遺宅青山家〔大田市〕
- 石見銀山附御料 郷宿泉屋跡〔大田市〕
- 石見銀山 代官所同心遺宅柳原家〔大田市〕
- 石見銀山 代官所地役人遺宅岡家〔大田市〕
- 石見銀山 代官所地役人遺宅三宅家〔大田市〕
- 十王免横穴群〔松江市〕
- 新宮党館跡〔安来市〕
- 石見銀山遺跡 奉行・代官墓所（竹村丹後守道清墓所）（森八左衛門信任墓所）（鈴木八右衛門重政墓所）（曽田伊右衛門尉資敏墓所）（関忠太郎勝栄墓所）（前澤藤十郎光貞墓所）（阿久澤修理義守墓所）〔大田市〕
- 石見銀山 代官所地役人遺宅阿部家〔大田市〕
- 報恩寺古墳群（6基）〔松江市〕
- 宮田遺跡〔雲南市〕
- 乃木二子塚古墳〔松江市〕
- 陰地たたら跡〔奥出雲町〕
- 明神古墳〔大田市〕
- 三刀屋じゃ山城跡及び三刀屋尾崎城跡〔雲南市〕
- 新槙原遺跡〔益田市〕
- 山代郷南新造院跡〔松江市〕
- 女夫岩遺跡〔松江市〕
- 穴神横穴墓群〔安来市〕
- 山代郷南新造院瓦窯跡〔松江市〕
- 大元古墳群〔益田市〕
- 光明寺3号墓〔出雲市〕
- 大城遺跡〔隠岐の島町〕
- 堀部第1遺跡〔松江市〕
- 波来浜遺跡〔江津市〕
- 丸山城跡〔川本町〕
- 梨ノ木坂遺跡〔大田市〕

### 名勝
- 小川庭園〔江津市〕
- 双川峡〔益田市〕

### 天然記念物
- 大元神社跡の樟〔津和野町〕
- 日本海岸におけるハマナス自生西限地〔大田市〕
- 山本の白枝垂桜〔江津市〕
- 口羽のゲンジボタルおよびその発生地〔邑南町〕
- 下来島のボダイジュ〔飯南町〕
- 岩倉の乳房杉〔隠岐の島町〕
- 黄長石霞石玄武岩〔浜田市〕
- 春日神社のクロマツ群〔隠岐の島町〕
- 世間桜〔隠岐の島町〕
- 中村のかぶら杉〔隠岐の島町〕
- 本宮神社の大杉〔大田市〕
- 姫逃池のカキツバタ群落〔大田市〕
- 諏訪神社参道杉並木〔邑南町〕
- 湯の廻キャラボク〔奥出雲町〕
- 元屋のオキシャクナゲ自生地〔隠岐の島町〕
- 焼火神社神域植物群〔西ノ島町〕
- 仁万の硅化木〔大田市〕
- 常磐山の杉〔浜田市〕
- 長安本郷の八幡宮並木杉〔浜田市〕
- インヨウチク（陰陽竹）群落〔安来市〕
- 金谷の城山桜〔益田市〕
- 妙用寺の桜〔美郷町〕
- 沖蛇島のウミネコ繁殖地〔大田市〕
- 日御碕の黄金孟宗群落〔出雲市〕
- 今田水神の大ケヤキ〔江津市〕
- いづもナンキン〔県下全域〕
- 貴船神社のシイ〔雲南市〕
- 毘沙門堂の榊〔邑南町〕
- 大波加島オオミズナギドリ繁殖地〔知夫村〕
- 志多備神社のスダジイ〔松江市〕
- 雪田長源寺の枝垂桜〔邑南町〕
- 鬼村の鬼岩〔大田市〕
- 大空の山桜〔松江市〕
- 花の谷のサクラ〔美郷町〕
- 酒谷のオロチカツラ〔美郷町〕
- 学舎のイロハモミジ〔美郷町〕
- 金言寺の大イチョウ〔奥出雲町〕
- ニホンアシカ剥製標本〔松江市〕

### 名称及び天然記念物
- 雲見の滝〔雲南市〕
- 鑪崎及び松島磁石石〔益田市〕

### 天然記念物及び名勝
- 鷲ヶ峰およびトカゲ岩〔隠岐の島町〕
- 志都の岩屋〔邑南町〕